# 百選
百選（ひゃくせん）とは、テーマに沿った事柄を100個集めたものであり、テーマは風景や草花、町、祭りなど多岐にわたる。多くの百選では、公募によって寄せられた意見を元に有識者が選定を行っている。多くは厳密に100個の対象が選ばれているが、中には104個選ばれている日本の道100選などのように、選ばれた数が100個から多少ずれているものも存在する。

## 世界の百選
- 世界灯台100選
- 失敗百選[※ 1]（2008年6月現在106件の科学技術分野の失敗事例）
- 世界百名山[※ 2]
- 世界の侵略的外来種ワースト100

## ヨーロッパの百選
- ヨーロッパ100名城

## アメリカの百選
- 20世紀のアメリカ名馬100選
- AFIによるアメリカ映画のベスト100の一覧は「AFIアメリカ映画100年シリーズ」を参照。

## イギリスの百選
- 100名の最も偉大な英国人

## 日本全国の百選

### 自然・風景一般
- 日本百景 - 1927年選定（大阪毎日新聞社・東京日日新聞社主催、鉄道省後援 日本新八景・日本二十五勝の選外観光地）
- 新日本百景 - 1958年選定（週刊読売主催） 同名の企画が複数ある
- 日本の秘境100選 - 1989年選定（JTB主催 雑誌「旅」の創刊750号記念にて）
- 21世紀に残したい日本の自然100選 - 1982年選定（朝日新聞社・森林文化協会主催）[※ 3]
- 平成百景 - 2009年選定（読売新聞創刊135周年）
- 日本百名山 - 1964年選定（深田久弥執筆の同名随筆による私選）
- 花の百名山 - 1980年選定（田中澄江執筆の同名随筆による私選）
- 日本百名峠 - 1982年選定（井出孫六執筆の同名随筆による私選）[※ 4]
- 日本百名谷 - 1983年選定（関根幸次・中庄谷直・岩崎元郎共著の同名ルポによる私選、沢登り目線での名谷）[※ 5]
- 日本100岩場 -（北山真執筆の同名ガイドブック、フリークライミング目線での選出）[※ 6]
- 一等三角点百名山 - 1988年選定（山と渓谷社主催・一等三角点研究会選定）
- 新・花の百名山 - 1995年選定（田中澄江執筆の同名随筆による私選）
- 新・日本百名谷 - 2004年選定（山と溪谷社「岳人」編集部主催）
- 関東の富士見百景（山梨県・長野県を含め128景233地点） - 2005年選定（国土交通省関東地方整備局主催）[※ 7]
- 新日本百名山 - 2007年選定（岩崎元郎執筆のルポ『ぼくの新日本百名山』による私選）
- 富士山がある風景100選 - 2017年選定（環境省、富士箱根伊豆国立公園指定80周年記念事業）
- 日本百低山[※ 8] - 2001年12月に山と渓谷社から刊行された「日本百低山」にて紹介された標高1,500m以下の山の選集。
- 日本百名山より多い山の選集
  - 日本の山1000[※ 9] - 1992年8月に刊行された『日本の山1000』で紹介。
  - 日本三百名山[※ 10]
  - 日本二百名山[※ 11]
  - 東京周辺の山350[※ 12] - 2001年10月に刊行された「東京周辺の山350 ベストコース」で紹介。関東地方だけでなく東北・中部地方までカバー。
  - 大阪周辺の山250[※ 13] - 2001年11月に刊行された「大阪周辺の山250 ベストコース」で紹介。近畿地方だけでなく北陸・中国・四国地方までカバー。
  - 名古屋周辺の山200 - 2002年3月に刊行された「名古屋周辺の山200 ベストコース」で紹介[※ 14]。
- 日本百霊峰[※ 15] - 東京新聞出版局から刊行された『百霊峰巡礼 第一集〜第三集』で紹介された100山。
- しま山100選 - 公益財団法人日本離島センターにより2016年選定。
- 残したい“日本の音風景100選” - 1996年選定（環境庁主催）
- かおり風景100選 - 2001年選定（環境省主催）
- 日本の夜景100選 - 2004年選定（非営利団体新日本三大夜景・夜景100選事務局主催）[↗ 1] - 推薦・削除によって常時見直しが行われている。
- 日本の夕陽百選（68市区町村） - 選定年不詳（NPO法人日本列島夕陽と朝日の郷づくり協会主催）[↗ 2]
- 日本の地質百選（120件） - 2007・2009年選定（特定非営利活動法人 地質情報整備・活用機構）
- 島の宝100景 - 2009年選定（国土交通省都市・地域整備局主催）

### 観光
- 新日本観光地百選 - 1950年選定（毎日新聞主催）
- 新日本観光地100選 - 1987年選定（読売新聞主催）
- 新日本旅行地100選 - 1966年選定（日本交通公社主催）
- 遊歩百選 - 選考委員会等による選定（読売新聞主催）
- わたしの旅100選 - 文化庁
- 日本の渚百選 - 1996年大日本水産会などで作る選定委員会による選定
- 快水浴場百選 - 2006年環境省選定

### 経済・産業
- グローバルニッチトップ企業100選 - 経産省が策定した世界市場にてシェアを取る日本のトップ企業の百選

### 水
- 日本の滝百選 - 日本の森・滝・渚 全国協議会
- 日本の白砂青松100選 - 日本の松の緑を守る会による選定
- 水と緑の文化を育む"水の郷百選" - 1996年国土交通省認定
- 名水百選 - 1985年環境省選定
- 平成の名水百選 - 2008年環境省選定
- 水源の森百選 - 1994年林野庁選定
- 近代水道百選 - 1985年日本水道新聞社による選定
- ため池百選 - 農林水産省選定

### 動植物
- 森林浴の森100選 - 林野庁・緑の文明学会[※ 16]
- 新・日本名木100選 - 読売新聞、1990年選定
- 新・日本街路樹100景 - 読売新聞、1994年選定
- 日本さくら名所100選 - 公益財団法人日本さくらの会
- 日本の海藻百選[※ 17] - 国立科学博物館
- 日本の名松100選 - 日本の松を守る会が1983年に選定
- 森の巨人たち百選 - 林野庁[↗ 3]
- 日本の侵略的外来種ワースト100

### 環境・エネルギー
- 甦る水100選[↗ 4] - 1900年に旧下水道法が制定されてから100年になる2000年に「近代下水道制度100年記念行事」の一環として下水道が水環境の保全回復に果たしている100の事例を選出。
- 新エネ百選[※ 18]

### 農林水産業
- 美しい日本のむら景観百選（農村景観百選）
- 米作り100選・続・米作り100選
- 日本の棚田百選-農林水産省　1999年選定
- 未来に残したい漁業漁村の歴史文化財産百選-水産庁　2006年選定
- 農林漁家民宿のおかあさん百選

### 温泉
- にっぽんの温泉100選[※ 19]
- 日本百名湯
- 名湯百選

### 歴史
- 美しい日本の歴史的風土100選[※ 20]
- 日本の歴史公園100選
- 日本100名城
- 続日本100名城
- 日本名城百選
- 人と自然が織りなす日本の風景百選
- 歴史の道百選[※ 21]

### 社会科学
- 判例百選 - 株式会社有斐閣が発行している分野別の法律に関する裁判例を100収録したもの。単に「百選」とも呼ばれる。

### 建築・都市
- 公共建築百選
- 優良ホール100選
- 疏水百選
- ダム湖百選
- 都市景観100選
- 日本におけるDOCOMOMO100選（現・164選）
- 日本の都市公園100選
- 日本の道100選
- 日本百名橋
- 日本百名町
- ヘリテージング100選 [※ 22]

### 芸術
- 新日本様式100選
- 日本の歌百選
- 日本の子守唄百選[※ 23]
- 日本の合唱作品100選
- 日本のメディア芸術100選

### 食べ物
- 農山漁村の郷土料理百選
- ふるさとおにぎり百選
- お雑煮100選[※ 24]

### 遊び
- けん玉の技百選

## 日本の地方の百選

### 北海道
- さっぽろ・ふるさと文化百選
- 北海道百名山 - 山と渓谷社選
- 北海道の百名山 - 北海道新聞社あはふぬら選
- 北海道感動の瞬間100選

### 東北
- 東北の駅百選
- 東北百名山 - 山と渓谷社は後に「東北百名山地図帳」[※ 25]も出版している。
- みちのく120山 - 歴史春秋出版から刊行された「みちのく120山」にて紹介。
- 東北の川風景100景

#### 青森県
- あおもり110山
- あおもり魅力百選 - 1997年に全国に青森県の魅力は何かを呼び掛けたことにより選定された[1]。
- 達者村百景 - 青森県南部町の百景。

#### 岩手県
- いわて百景 - 岩手日日新聞が2016年7月から2019年11月にかけて連載したコラムより。
- 岩手の山150 - 「岩手の山150 阿部陽子の里山スケッチ」（ツーワンライフ出版）で紹介。
- 盛岡百景 - 1989年に盛岡市の市制施行100周年を記念して選定[※ 26]。

#### 宮城県
- 新宮城観光百選
- ふるさとみやぎ文化百選
  - 1.まつり編（1983年）
  - 2.味編（1984年）
  - 3.建造物とまちなみ編（1985年）[2]
  - 4.散歩道編（1986年）[3]
  - 5.民芸・民具編（1987年）
- みやぎ・身近な景観百選
- 杜の都 わがまち緑の名所100選 - HP
- なとり百選

#### 秋田県
- 秋田え〜どご100（99選）
- 秋田市ふるさと名所100景

#### 山形県
- やまがた百名山 - 山形県により2016年、2017年に選出された100山。
- ふるさと山形の道愛称百選 - 1995年山形県により選定[4]。
- やまがた出羽百観音 - 最上三十三観音、庄内三十三観音、置賜三十三観音を合わせた呼称。
- 里の名水・やまがた百選（60ヶ所）

#### 福島県
- ふくしま緑の百景
- うつくしま百名山 - 後に「新うつくしま百名山」が発表された。
- 会津百名山 - 1998年に歴史春秋出版より刊行された「会津百名山ガイダンス」に掲載された100山。
- 福島遺産百選 - 「福島遺産百選（2007年）」と、東日本大震災後の「福島遺産百選（2013年）」を紹介。
- ふくしま市景観100選

### 関東
- 関東の駅百選
- 関東のバス100選
- 関東乗合バス100選
- 関東観光バスで行く名所100選 - 2003年にバス創業100周年を記念して国土交通省関東運輸局が各都府県のバス会社と共同で選出した名所[5]。
- 東京湾100選 - 2003年、東京湾100選選定委員会により選定[6]。
- 関東百名山 - 1993年1月に刊行された『関東百名山』（山と渓谷社）で紹介された関東の山100選。26年後に『新・関東百名山』が出版された。
- 関東百山 - 1985年に実業之日本社より刊行された「関東百山」で紹介された関東の山100選
- 関東・水と緑のネットワーク拠点百選（83団体） - 一般社団法人「関東地域づくり協会」と公益財団法人「日本生態系協会」の主催により選出された「自然と共存した持続可能な地域づくり」に資する団体の百選[※ 27]。

#### 茨城県
- 茨城百景
- 茨城観光100選 - 1985年の科学万博を記念して選出された茨城の観光地100選[※ 28]。
- いばらき100名橋 - 2007年に県をはじめとした公的機関からなる「100名橋選定実行委員会」によって選出された橋の100選[※ 29]。
- 水戸の観光名所・名物ベスト100
- 結城百選

#### 栃木県
- とちぎの景勝100選（110選） - 1986年「とちぎの100選」の第1回として選出[7]。
- 栃木百名山 - 下野新聞社により選定された栃木県の名山。
- とちぎの自然100選
- しもつけ名勝100選
- とちぎの名木100選 - 1989年「とちぎの100選」の第4回として選出。101件が選出されたが後に10件が抹消された[8]。
- とちぎのまつり100選 - 1988年「とちぎの100選」の第3回として選出[9]。
- とちぎの道と川100選 - 1990年「とちぎの100選」の第5回として選出[10]。
- とちぎのふるさと田園風景百選（102選）
- とちぎの百様 - 栃木県では人以外でも「様」を付けて擬人化することにたとえ、栃木県の観光資源を「様」付で紹介している。人物では那須与一、田中正造、相田みつを、栃木県民が選ばれている。
- うつのみや百景（110景）
- 日光水のある風景百選
- おやま百景

#### 群馬県
- 群馬の自然100選 - 1998年朝日新聞により選定された群馬県内の自然100選[※ 30]。
- 緑の大地群馬180選
- ぐんま百名山
- ぐんまの川100選

#### 埼玉県
- 21世紀に残したい・埼玉ふるさと自慢100選（105件） - 埼玉新聞社が2000年5月5日に「さいたま新都心」のオープニング企画として実施[※ 31]。
- さいたま百景 - さいたま市の百景。
- 川越景観百選

#### 千葉県
- 房総の魅力500選
- ちば眺望100景（92景）
- ちば遺産100選
- 植木銘木100選（104本）
- いちかわ景観100選

#### 東京都
- 新東京百景
- 東京観光おすすめ100選 - 2017年、東京都交通局とトリップアドバイザーにより、東京における10のテーマ（「アートスポット、展望スポット、癒しスポット、老舗グルメ、近代建築、買い物ストリート、ご利益スポット、大人の遠足、アミューズメント、都会のオアシス）を10スポットにしぼって選定。
- 東京のアーバンデザイン100選 - 東京大学大学院新領域創成科学研究科 社会文化環境学専攻 空間計画研究室（出口敦研究室）が1998年から2017年にかけて建築雑誌に紹介された都市空間を選定。
- 東京の橋100選+100
- 江戸料理百選
- みんなでつくる北区景観百選2019 - 1998年2月に認定された「北区景観百選」に続いて2019年に改めて選定された北区の100景。
- しながわ百景（101景）
- 杉並百景（99景）
- せたがや百景[11]
- 世田谷名木百選（150件）
- えどがわ百景（133景）
- すみだの風景100選
- 食の文京ブランド100選（106店） - 「食の文京ブランド」推奨事業の一環として2016年に選定された飲食店。
- 大田のお土産100選（118点）
- 新大田区百景（122点）
- 多摩地域の100山は以下の百選で紹介されている。
  - 東京里山100選 - 全て多摩地域。
  - 多摩100山
  - 多摩百山
- 八王子景観100選
- こだいら名木百選（240本）
- 東久留米の名木百選
- あきる野百景（88景）
- 奥多摩町自然文化百選

#### 神奈川県
- かながわ50選・100選シリーズ[※ 32]

  - かながわの100人（1980年）
  - かながわの史話100選（1983年）
  - かながわの名木100選（1984年、現在は90本）
  - かながわの名産百選（1985年） - 2004年、2019年に改訂。
  - かながわのまちなみ100選（1986年）
  - かながわの文学100選（1987年）
  - かながわの建築物100選 - 1989年にかながわの建築物100選選定委員会により選定[12]。
  - かながわの橋100選（1990年）
  - かながわの花の名所100選（1994年）
- かながわ未来遺産100 - 2001年「希望の年」記念事業の一環として選定[13]。
- 小田原ふるさとの原風景百選

### 中部
- 中部の駅百選
- 甲信越百名山 - 2000年に山と渓谷社により選定された甲信越の百山。
- 東海の百山 - 2002年4月に人間社から刊行された『山好き新聞記者が登った「東海の百山」』で紹介された東海地方の百山。

#### 新潟県
- にいがた景勝100選 - 1982年の秋に選定された新潟県の景勝100選[※ 33]。
- にいがた百景
- 新潟100名山 - 2010年に刊行された新潟県山岳協会監修の書籍『新潟100名山』に照会された100山[※ 34]。後に「新潟100名山+10」で10山が追加された。
- 越後長岡百景
- 佐渡百選

#### 富山県
- 富山県の100山は以下の百選で紹介している。
  - 越中の百山
  - 新越中百山
  - 富山の百山
- とやまの文化財百選（土蔵、獅子舞、祭り、年中行事、お城、近代歴史遺産、歴史的まちなみ、名勝）
- 富山の建築百選 - 1987年、富山県が国際居住年記念事業の一環として実施[14]。

#### 石川県
- いしかわの自然百景
- 能登町百景
- 七尾里山里海百景

#### 福井県
- 福井ふるさと百景
- ふくい歴史百景
- 鯖江百景
- 敦賀景観百景
- 福井市民の誇り百選（109選）

#### 山梨県
- 山梨県の100山は以下の百選で紹介している。
  - 山梨百名山
  - 甲斐百山
  - 甲州百山
- ふるさとの水辺百選 - 1995年に美しい水辺を守り、県民の環境保全意識を高めることを目的として選定[15]。
- やまなしの魅力ある森林スポット100選
- 山梨市景観百選（83選）
- 甲府名山 - 2019年3月に甲府市が開府500年事業の一環として選定。

#### 長野県
- 長野県の100山は以下の百選で紹介している。
  - 信州百名山
  - 信州ふるさと120山
  - 長野県の名峰百選
- ふるさと信州風景百選（103ヶ所） - 2014年に「信州らしさ」や「ふるさと」が実感できる風景を選出。
- 長野の自然100選[※ 35]- 1987年に朝日新聞社と長野県，テレビ信州，森林文化協会が合同で企画。
- 信州のサンセットポイント100選 - 夕景を新しい観光資源として活用できることに着目して1999年に選定された[※ 36][16]。

#### 岐阜県
- 岐阜の宝100選
- ぎふ百山・続ぎふ百山
- 若者が選ぶ魅力的な会社100選 - 岐阜県にある83,000社（2013年発表当時）の中から魅力的な会社を100社選出。

#### 静岡県
- 静岡の百山 - 1991年に刊行された静岡百山研究会編の書籍『静岡の百山』で紹介された山の選集。
- 静岡県のみずべ100選 - 1991年、県によって選出された水にまつわる名所100選。
- 駿河湾★百景
- ふじのくに山のお茶100選（2020年現在、69選）
- 新・浜松の自然100選 - 2008年に選定された浜松市の自然102選。
- ぬまづの宝100選 - 沼津市民から寄せられた「私の沼津の自慢」を元に選出された沼津の地域資源。
- オクシズ100選 - 静岡市の中山間地域100選。

#### 愛知県
- 愛知百景
- 愛知の130山 - 2003年に風媒社より刊行された「新・こんなに楽しい愛知の130山」で紹介された山の選集。
- 岡崎百景一覧（計122ヶ所） - 岡崎市制100周年記念事業。
- 岡崎観光きらり百選（113選）
- わたしが選ぶ渥美半島キラリ100選

#### 三重県
- みえの樹木百選 - 1997年に選定された県内に残された名木（100本のうち2本欠番）。

### 近畿
- 近畿百景
- 関西自然に親しむ風景100選
- 近畿百名山 - 1993年に刊行された「新ハイキング」により選定された山の選集。
- 関西百名山
- 近畿の駅百選
- 近畿の橋百選 - 特定非営利活動法人シビルまちづくりステーションにより選定された近畿の橋100ヶ所。
- 関西食百景 - 2014年2月1日から2017年2月25日にかけて朝日新聞デジタルに連載されたコラム。全129回。

#### 滋賀県
- 湖国百選 - 1988年から滋賀総合研究所により選定された滋賀県のシリーズごとの100選（計801選）。
  - 1.水編（1988年）
  - 2.街道（人）編（1989年）
  - 3.祭/踊編（1990年）
  - 4.木編（1991年）
  - 5.石/岩編（1991年）
  - 6.城編（1991年）
  - 7.庭編（1992年）
  - 8.社/寺編（1993年、101ヶ所）
- 守りたい育てたい湖国の自然100選 - 2007年に選定された滋賀県の自然108ヶ所[※ 37]。
- 近江百山 - 1999年にナカニシヤ出版より刊行された「近江百山」で紹介された100山。
- 近江祭百選（170選）

#### 京都府
- 京都の自然200選
- 京都府339山 - 2016年9月に刊行された「京都府山岳総覧 京都府339山案内」で紹介。
- 京都吟味百選 - 「京都府食品産業協会」によって選出された京都ならではの食品112選[※ 38]。
- 京都府福祉のまちづくり100選 - 「京都府福祉のまちづくり条例」に基づいてバリアフリー整備を行った施設などの選定。
- 上京区の史蹟百選
- 亀岡の自然100選

#### 大阪府
- 大阪みどりの百選
- 大阪まちなみ百景
- 大阪府クールスポット・クールロード100選 - 大阪ヒートアイランド対策技術コンソーシアムが夏季の都市におけるヒートアイランド現象の中で涼を求める場所として、2012年に「クールスポット」、2015年「クールロード」をそれぞれ府民より募集し、100ヶ所を選出。
- とよなか百景 - 2017年に選定された大阪府豊中市の景観。

#### 兵庫県
- ふるさと兵庫100山
- 私の好きな兵庫の風景100選 - 兵庫県の景勝100選（99選+自分の好きな兵庫の風景）[※ 39]。
- 兵庫県観光百選 - 1967年、明治100年を記念して選定された100の観光地。
- 兵庫ランドスケープ百景 - 1993年から1998年にかけて選定された兵庫県の「見える環境」106選。
- ひょうごの景観ビューポイント150選 - 2018年に県政150周年記念事業として、すばらしい景観を見ることができる県内のビューポイントを選定。
- ひょうごの森百選
- 兵庫の巨樹・巨木100選 - 2005年、一般社団法人兵庫県治山林道協会により選定された108の巨樹・巨木。
  - 兵庫県の巨木に関するサイト（参考）
    - 兵庫県の巨樹リスト（171本） - 全国巨樹探訪記HP
    - 兵庫県 巨樹、巨木リスト - 木の情報発信基地HP
- 私の好きな兵庫のまちなみ100選
- ひょうごの近代住宅100選 - 兵庫県において建築史上重要な住宅を選定。
- こうべ夜景百選 - 「こうべ照明探偵団」によって選出された神戸の美しい夜景100選[※ 40]。
- 守りたい神戸の生きもの百選 - 神戸における生物多様性を維持することを目的とした生物100種類[※ 41]。
- 灘百選 - 神戸市灘区における名所・名物100+11選。
- 淡路島百景 - 2013年に淡路島百景選定委員会により選定された淡路島の100景。
- 淡路島 文枝100選 - 落語家・タレントで淡路島名誉大使の桂文枝がおススメする100の事物。

#### 奈良県
- まほろば眺望スポット百選 - 1998年に選定された奈良県の眺望スポット（105ヶ所）。
- 奈良百遊山
- 大和さくらい100選 - 奈良県桜井市が誇る100選を紹介。

#### 和歌山県
- 和歌山県の朝日・夕陽100選 - 1999年に社団法人和歌山県観光連盟が選定。

### 中国・四国
- 中国百名山
- 中国地方の山100選 - 2004年に鳥取県山岳協会が選出した中国地方の山100選[※ 42]。
- 備後百選（岡山県・広島県） - 福山青年会議所が選出した備後の魅力百選[※ 43]。
- 四国百名山
- （参考）四国八十八箇所 - 四国には八十八箇所に因んだ 四国八十八景 など88ヶ所の撰集が複数ある。

#### 鳥取県
- とっとりのさかな百選 - 鳥取県で獲れる魚（沖合・沿岸・池や川・養殖）の100選を紹介。
- 県民の建物100選

#### 島根県
- 島根の名水百選 - 1991年3月に選定。
- 山陰・島根ジオサイト地質百選 - 島根県に数多く地質に関する要素があることを地域の活性化などへの利用を目的として、2009年に地質100の選定が行われた。

#### 岡山県
- 岡山の山百選 - 2014年3月に吉備人出版から刊行された「改訂版 新ルート岡山の山百選」に選定された山[※ 44]。
- 岡山県百名山 - 2000年に葦書房より刊行された「岡山県百名山」にて紹介。
- おかやまの自然百選 - 2002年に「おかやまの自然百選」選定委員会が選定した108の自然[17]。
- おかやま歴史の旅百選 - 吉備人出版編集部による歴史的事物の100選。
- 晴れの国おかやま景観百選 - 岡山県が2009年4月に良好な景観の形成を推進するために県民によって集められた362地点の中から審査により選ばれた100の景観。

#### 広島県
- ひろしま百山 - 1998年に中国新聞社より刊行された「ひろしま百山」で紹介された山の選集。
- 広島県百名山 - 1998年に葦書房より刊行された「広島県百名山」で紹介された山の選集。
- めぐってひろしま―広島県文化百選 - 1993年、中国新聞社により出版された書籍[※ 45]。

#### 山口県
- 山口県の自然100選 - 1989年、朝日新聞山口支局により出版された写真集[※ 46]。
- 山口県百名山 - 1995年に刊行された書籍『山口県百名山』で紹介された100山。
- わたしたちが選ぶ下関の誇り100選（2002年）[18][19]
- わたしたちが選ぶ豊関の誇り100選（2004年）[18][19]
- 女性（あなた）が選ぶ関門海峡の誇り100選（2004年）[18][19][※ 47]
- わたしたちが選ぶ城下町長府の誇り100選（2010年）[18][※ 48]

#### 徳島県
- にし阿波お勧めビューポイント100選（104選）

#### 香川県
- 香川のみどり百選
- さぬき うまいもん100選 - 香川県の地元で作られている食品を地産地消の観点から選定したもの[※ 49]。
- 新さぬき百景※これとは別に香川新50景が選定されている。

#### 愛媛県
- えひめ自然百選 - 愛媛県が1990年に県内各地域に存在する貴重な自然景観や特異な自然現象の中から、特に美しいものを選定。

#### 高知県
- わがまち百景 - 高知市文化振興事業団が1990年に出版した書籍[※ 50]。
- 高知フォトスポット100景 - 高知県観光振興部おもてなし課が主催した企画[※ 51][※ 52]。

### 九州・沖縄
- 九州百名山 - 山と渓谷社は後に「九州百名山地図帳」も出版している。
- 旅行者が選んだ絶対行くべき九州100選 - 九州で旅行者に人気の100スポットを「グルメ」「観光」「温泉宿」の3つのカテゴリーから厳選したもの。

#### 福岡県
- 福岡県文化百選 - 福岡県が1987年より福岡県文化百選選定委員会により選定。それぞれの部門で100ずつ選定されている。
  - 1.祭り・行事編（1988年）
  - 2.名勝・景観編（1989年）
  - 3.民芸・民具編（1990年）
  - 4.建物編（1991年）
  - 5.道編（1992年）
  - 6.味編（1993年）
  - 7.水編（1994年）
  - 8.作品と風土編（1995年）
  - 9.歴史散歩編（1996年）
  - 10.くらし編（1997年）

#### 佐賀県
- さが天下逸品 佐賀百選 - 佐賀県の宝や原石となる名物を一堂に集めたもの。1996年選定[20]。

#### 長崎県
- 長崎県文化百選 - 長崎県文化百選選定委員会により選定。それぞれの部門で100ずつ選定されている[※ 53]。
  - 1.みなと編（1994年）
  - 2.五島編（1995年）
  - 3.事始め編（1997年）
  - 4.うた・文学散歩編（1998年）
  - 5.祭り・行事編（1999年）
  - 6.海外交流編（2000年）
  - 7.壱岐・対馬編（2001年）
- 長崎県新観光百選 - 1979年、長崎県新観光百選選定委員会により選定[21]。

#### 熊本県
- 熊本名水百選 - 1985年熊本県選定。
- 熊本県平成の名水百選（第一次認定として50選） - 2020年熊本県選定。

#### 大分県
- 大分百景
- 大分百山
- 新大分百山 - 2020年11月に日本山岳会東九州支部が発行した「新大分百山」で紹介。
- 大分きれい100選事業 - 大分県の景観形成推進事業としての100選（2016年をもって終了）。

#### 宮崎県
- みやざき百山 - 2000年に宮崎日日新聞社から刊行された「みやざき百山」で紹介。
- みやざきの百一人

#### 鹿児島県
- かごしま自然百選 - 生物多様性への市民の理解を深めることを目的として、2014年鹿児島市自然百選選定委員会選定。
- 薩摩川内市ふるさと景観100選

#### 沖縄県
- 沖縄、ふるさと百選（115選） - 集落部門、生産部門、交流部門に分かれて選定される。
- 沖縄の名木百選（135選）

## テレビ番組
- 世界の絶景100選（フジテレビ）